# Dendrobium teretifolium
Dendrobium teretifolium är en orkidéart som beskrevs av Robert Brown. Dendrobium teretifolium ingår i släktet Dendrobium, och familjen orkidéer.

## Underarter
Arten delas in i följande underarter:
- D. t. aureum
- D. t. fairfaxii
- D. t. fasciculatum
- D. t. teretifolium

## Bildgalleri

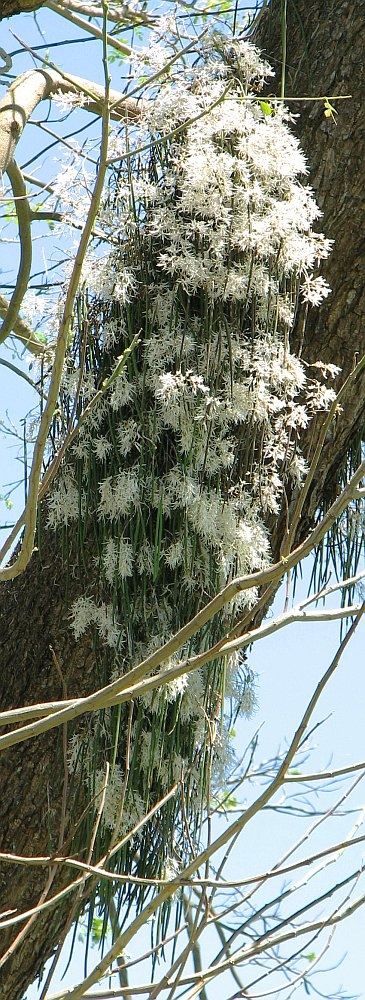